# Епархия Кетапанга
Епархия Кетапанга (лат. Dioecesis Ketapangensis) — епархия Римско-Католической церкви с центром в городе Кетапанг, Индонезия. Епархия Кетапанга входит в митрополию Понтианака.

## История
14 июня 1954 года Римский папа Пий XII издал буллу «Quandoquidem Dei», которой учредил апостольскую префектуру Кетапанга, выделив её из апостольского викариата Понтианака.
3 января 1961 года Римский папа Иоанн XXIII издал буллу «Quod Christus», которой преобразовал апостольскую префектуру Кетапанга в епархию.
9 апреля 1968 года епархия Кетапанга передала часть своей территории новой апостольской префектуре Секадау (сегодня — Епархия Сангау).

## Ординарии епархии
- епископ Gabriel W. Sillekens CP[1] (25.08.1954 — 15.03.1979);
- епископ Блазиус Пуджорахарджа (15.03.1979 — 25.06.2012);
- епископ Пий Риана Прапди (25.06.2012 — по настоящее время).

## Источник
- Annuario Pontificio, Libreria Editrice Vaticana, Città del Vaticano, 2003, ISBN 88-209-7422-3
- Bolla Quandoquidem Dei, AAS 46 (1954), стр. 520  (лат.)
- Булла Quod Christus, AAS 53 (1961), стр. 244  (лат.)